# Choerophryne grylloides
Espèce
Choerophryne grylloides est une espèce d'amphibiens de la famille des Microhylidae.

## Répartition
Cette espèce est endémique de Papouasie-Nouvelle-Guinée. Elle se rencontre dans la province de Sandaun vers 900 m d'altitude.

## Description
Choerophryne grylloides mesure 12,5 mm.

## Publication originale
- Iannella, Oliver & Richards, 2015 : Two new species of Choerophryne (Anura, Microhylidae) from the northern versant of Papua New Guinea’s central cordillera. Zootaxa, no 4058(3), p. 332–340.